# Amadeu Aragay
Amadeu Aragay i Davi (Sabadell, Barcelona, 1886-Ciudad de México, 1965) fue un político, empresario y sindicalista de Cataluña, España. 
Durante su juventud estudió en la Escuela Pía de Sabadell y en el Instituto General y Técnico de Barcelona. 
Inicialmente militó en las juventudes del Partido Republicano Radical de Alejandro Lerroux, y fue muy combativo con Solidaridad Catalana desde El Progreso. También fue concejal del ayuntamiento de Sabadell (1911-1914) por el Partido Radical, pero desde el 1915 mantuvo posturas críticas con el partido y se aproximó al Bloc Republicà Autonomista. 
Por influencia de Lluís Companys y Francesc Layret, en 1922 ingresó en la Unió de Rabassaires, de la que fue nombrado secretario general permaneciendo en el cargo de 1924 hasta 1936. A la vez, se distanció del lerrouxismo. En 1930 firmó el Manifiesto de Inteligencia Republicana y en enero de 1931 fue encarcelado cuatro semanas en el castillo de Montjuic por dar apoyo a la sublevación de Jaca. En marzo de 1931 participó en la Conferencia de Izquierdas y se afilió a Esquerra Republicana de Catalunya. El 14 de abril participó junto a Lluís Companys, en el Ayuntamiento de Barcelona, en la proclamación de la República Catalana. 
En las elecciones generales españolas de 1931 y 1933 fue escogido diputado por ERC, y participó en la discusión de la Ley de Bases de la Reforma Agraria (1932). En 1936 fue expulsado de la Unión de Rabassaires por oponerse a la fuerte influencia del PSUC. Al terminar la guerra civil española se exilió en México. Allí trabajó en varias actividades comerciales, intervino en los diversos grupos catalanistas y fue miembro activo al Orfeó Català de México. También a lo largo de su vida fue un destacado miembro de la francmasonería.

## Obras
- El ocaso de las almas (1915)
- El problema agrari català (1924)
- El pirata (opereta)
- Terra nostra (el rebassaire) (1925)
- La tragedia de Quimet (1926)